# Vîsokîn, Ripkî
Vîsokîn (în ucraineană Високинь) este un sat în comuna Pușkari din raionul Ripkî, regiunea Cernihiv, Ucraina.

## Demografie
Componența lingvistică a localității Vîsokîn
     Ucraineană (98,04%)
     Rusă (1,96%)
Conform recensământului din 2001, majoritatea populației localității Vîsokîn era vorbitoare de ucraineană (98,04%), existând în minoritate și vorbitori de rusă (1,96%).